# Den litauiske lokalstyrke
Den litauiske lokalstyrke eller "LVR" for (litauisk: Lietuvos vietinė rinktinė), (tysk: Lituanische Sonderverbände) var en antikommunistisk, nationalistisk milits i Litauen med en kort levetid i 1944. Styrken, som bestod af frivillige, var underordnet de nazistiske besættelsesmyndigheder. LVRs mål var at bekæmpe den Røde Hær, at opretholde sikkerheden og udføre anti-partisanoperationer. LVR havde en vis selvstændighed og var ledet af litauiske officerer, deres mest bemærkelsesværdige leder var general Povilas Plechavičius. LVR nåede hurtigt en størrelse på omkring 10.000 mand. Efter nogle korte træfninger med sovjetiske og polske partisaner, opløste styrken sig selv. Mange medlemmer fortsatte deres aktiviteter. enten i andre nazistiske hjælpetjenester eller indgik i den væbnede anti-sovjetisk modstand, også kendt som Skovbrødrene. Nogle af lederne blev arresteret af nazisterne efter militsens opløsning og sendt til koncentrationslejre, og nogle medlemmer blev henrettet af nazisterne. En veteran organisation for LVR medlemmer (litauisk: Lietuvos vietinės rinktinės karių sąjunga), blev grundlagt i 1997.

## Tidligt mobiliseringsforsøg
I begyndelsen af 1943 forsøgte den nazistisk besættelsesregering at opbygge en SS division i Litauen som i de øvrige besatte lande, men færre end 300 meldte sig. Nazisterne gennemførte repressalier mod befolkningen og deporterede 46 intellektuelle til Stutthof koncentrationslejr. Alle højere læreanstalter i Litauen blev lukket af nazisterne den 18-19 marts. I sommeren 1943 afholdtes en "Hele Litauens konference", støttet af de nazistiske myndigheder, som blev udgangspunkt for en ny og mere vellykket mobiliseringskampagne. Den resulterede i oprettelsen af en væbnet styrke, som skulle operere på litauisk område, ledet af litauiske officerer.

### Den øverste komite for befrielsen af Litauen (VLIK) forhandler med tyskerne
I januar 1944, som det tyske nederlag stod stadig mere klart og under indtryk af det stadig større sovjetiske pres, indledte "Den øverste komite for befrielsen af Litauen", "VLIK" for (litauisk: Vyriausias Lietuvos išlaisvinimo komitetas) forhandlinger med Nazi-styret om oprettelse af en litauisk hær, der kunne kæmpe mod den Røde Hær i samarbejde med tyskerne. Befrielseskomiteen lagde oprettelsen af "Den litauiske lokalstyrke" i hænderne på general Povilas Plechavičius.

## Oprettelsen af LVR
Efter at tyskerne havde lidt yderligere tab på Østfronten og den Røde Hær nærmede sig, benyttede general Plechavičius sig af lejligheden til at stille yderligere krav til tyskerne. Imidlertid blev de færreste af hans krav opfyldt. Nazisterne indvilligede i at oprette Lietuvos vietinė rinktinė,, hvis medlemmer skulle bære litauiske emblemer på uniformen. Specielt blev Plechavičius anmodning om overførsel af officerer fra det litauiske nazipolitis bataljoner blankt afvist, men den tyske administration accepterede at undlade at overføre litauiske unge til tyske arbejdslejre, så længe LVR var aktiv. De første planer indeholdt oprettelsen af 21 bataljoner á 250 mand. Senere krævede Plechavičius at styrken blev øget til 10.000 mand.
Den formelle aftale om oprettelsen blev underskrevet den 13. februar 1944 og den 16. februar 1944, på Litauens uafhængighedsdag, bad Plechavičius på vegne af VLIK i en radioappel til nationen om frivillige. Appellen var meget vellykket, og det anslås at antallet af frivillige nåede 20-30.000 mand. Senere havde LVR en styrke på omkring 10.000 mand fordelt på 14 bataljoner. 13 bataljoner var fuldt udrustede med 750 mand hver, den 14. bataljon var en officeruddannelsesbataljon i Marijampolė. De nazistiske myndigheder benævnte styrken som "Hilfspolizei"-bataljonerne 301-310 og 312-314. Det er bemærkelsesværdigt at mange af de underjordiske litauiske politiske organisationer i VLIK støttede oprettelsen af LVR, uagtet styrken bl.a. var oprettet til bekæmpelse af de polske, jødiske og sovjetiske partisaner.

## Aktiviteter
Ved oprettelsen var LVRs opgave var at kæmpe på nazisternes side mod den fremrykkende sovjetiske Røde Hær. indtil da støttede LVR nazisterne i i kampene mod sovjetiske og polske partisaner, der opererede i området. I april 1944 forslog "den polske hjemmearme" i Vilnius (polsk: Armia Krajowa) Plechavičius en ikke-angrebspagt og samarbejde i modstanden mod den nazistiske besættelse. LVR nægtede og krævede, at den polske hjemmearme underordnede sig til LVRs kamp mod Sovjet.
Kort efter, i begyndelsen af maj, indledte LVR en omfattende operation mod de polske og sovjetiske partisaner i området. Syv bataljoner blev afsendt for at bemande garnisoner i og omkring byerne Ašmiany og Halšany i Hviderusland. I landsbyerne Murowana Oszmianka, Graużyszki, Kuncewicze, Tołminowo, Nowosiółki, Pawłów, Graużyszki og Sienkowszczyzna begik LVR-enheder overgreb mod polske civile.
Den 4. maj opnåede 3. brigade af den polske hjemmearme kontakt med og slog en deling fra LVRs 310. bataljon, som forsøgte at nedkæmpe den polske landsby Pawłowo. Ved slaget ved Graużyszki den 5. maj havde den litauiske 301. bataljon 47 sårede og blev splittet af 8. og 12. brigade fra den polske hjemmehær. Den 6. maj besejrede hjemmehærens 8., 9. og 13. brigade to delinger fra LVRs 308. bataljon, som havde brændt landsbyerne Sienkowszczyzna og Adamkowszyczyzna af og myrdet indbyggerene. Mest bemærkelsesværdigt er et koncentreret angreb mod befæstede litauiske stillinger omkring landsbyen Murowana Oszmianka. Forsvaret bestod af beton bunkers og skyttegrave og var bemandet af LVRs 301. bataljon. Natten til den 14. maj angreb polakkernes 3. brigade byen fra vest og nordvest, mens den 8. og 12. brigade angreb fra syd og øst. Den resterende del af de polske styrker (13. og 9. brigade) sikrede Murowana Oszmianka – Tołminowo-vejen. LVR mistede 60 mand ved slaget, mens 170 blev taget fange. Senere på natten blev 117 LVR-medlemmer taget til fange i den nærliggende landsby Tołminowo. Efter slaget blev alle litauiske fanger afvæbnet og sat på fri fod kun iført undertøj og hjelm.

## Opløsningen af LVR
Den 6. april 1944 beordrede tyskerne Plechavičius til at mobilisere yderligere hjælpetropper til den tyske hær, ud over de 20.000 der allerede gjorde tjeneste direkte under tysk kommando. I slutningen af april, da de tyske planer om at mobilisere litauere direkte til de tyske væbnede styrker stod klart, begyndte Plechavičius i hemmelighed at organisere "Hjemstavns styrkerne", en underjordisk væbnet styrke, som skulle omfatte litauiske officerer i hæren, veteraner fra LVR og tidligere medlemmer af den litauiske riffelmænds union, hvoraf en del havde tjenestegjort i Ypatingasis Būrys. Planerne var at samle 75-80.000 mand til at videreføre den nazistiske modstand mod sovjethæren. Styrkerne blev stillet under VLIKs kommando og var grundlaget for den væbnede anti-sovjetiske modstand i Skovbrødrene. VLIK blev af Secret Intelligence Service betragtet som nazistiske kollaboratører.